# Escapee (película)
Escapee (Escape en Hispanoamérica y El escape España) es una película del año 2011 escrita y dirigida por Campion Murphy. La película no se distribuyó en Estados Unidos.

## Trama
En un viaje de campo de la clase a un hospital mental, la psicóloga Abby Jones (Evangelista) tiene un inquietante encuentro con un paciente peligroso, Harmon (Purcell). Más tarde, los estudios con sus dos compañeros de cuarto que desconocen el impacto oscuro que tenía en él. A medida que el clima se vuelve tormentoso, Harmon trabaja su camino hacia Abby.
Abby y su compañera de cuarto Lynn (Chaikin) reciben la visita de Carter Thomas (Elrod), el vecino que es un oficial de policía, que les advierte acerca de un voyeur locales se aprovechan de los locales. Él les asegura que él está cerca y siempre y cuando que deberían mantener las cortinas cerradas y las puertas cerradas.
Mientras tanto, Harmon trabaja su camino hacia ellos lentamente y metódicamente para un enfrentamiento entre ellos.
- Datos: Q3057855